# Triton (mitologija)
Triton (grč. Τρίτων, Tritôn) u grčkoj mitologiji bog je mora, Posejdonov i Amfitritin sin. Na slikama se predstavlja s čovječjim tijelom i ribljim repom.

## Etimologija
Tritonovo grčko ime srodno je s ostalim indoeuropskim izvedenicama koje označuju more, poput staroirske riječi triath (G trethan) = "more".

## Karakteristike
Triton je predstavljan kao čovjek s ribljim repom. Poput svoga oca, nosi trozub. Također je bio prikazivan i sa školjkom u koju je puhao poput trube da bi uzburkao valove. Njezin je zvuk bio užasan, poput rike divljih zvijeri.

## Mitologija

### Grčka mitologija
Heziod u svojoj Teogoniji govori da Triton sa svojim roditeljima živi u zlatnoj palači u morskim dubinama. Njegove su sestre Roda, Bentezikima i Kimopolijeja.
Triton je imao kćer Paladu. On je odgajao mladu Atenu, koja je vježbala ratnu vještinu s Paladom. Jednog ju je dana slučajno ubila, a Triton je Atenu protjerao iz mora.
Njegova je druga kći Triteja, Aresova ljubavnica, a treća je zvana Kalista.
Triton ima još kćeri, koje su nazvane Tritonide, a vjerojatno su povezane s Okeanidama i Nerejidama; vjerojatno njima pripadaju i Palada i Triteja; te sinove koji izgledaju kao on, a nazivaju se Tritoni. 

### Rimska mitologija
U rimskoj mitologiji također je bio poznat. Tamo je sin Neptuna i Salacije. Vergilije u svojoj Eneidi piše da je Mizen, Enejin trubadur, izazvao Tritona na natjecanje u sviranju trube. Triton ga je bacio u more zbog taštine.

## Vanjske poveznice
- Triton u klasičnoj literaturi i umjetnosti (engl.)